# Далматински сокол
Далматинският сокол по-рядко наричан герак (Falco biarmicus), е вид дневна граблива птица от семейство Соколови (Falconidae), срещаща се и в България. Размерите са му приблизително като на сивата врана, размаха на крилата му е около 105 см. Общото му оцветяване е в маскировъчни кафеникави и ръждиви тонове.
Заедно с ловния сокол (Falco cherrug той образува супервид и се предполага, че в природата в местата с припокриване на ареалите, двата вида се кръстосват свободно и дават хибридни екземпляри. Такъв един индивид се съхранява в колекциите на Националния природонаучен музей при БАН. Той произлиза от района на гр. Сандански 

## Разпространение и биотоп
Топлолюбива птица, разпространен е в най-южните части на Апенинския и Балкански полуострови, Африка, средиземноморски острови и някои крайбрежни участъци на Мала Азия.

## Начин на живот и хранене
Хищник, ловува предимно птици в полет. Често ловува по двойки, като единия сокол подплашва плячката за да излети, а другия се спуска изненадващо отгоре ѝ. Максималния размер на птиците които преследва е като на скален гълъб.

## Размножаване
Гнезди в скални пукнатини, заема чужди гнезда по дърветата и в безлюдни пустини включително на земята.

## Допълнителни сведения
На територията на България е много рядък вид и е защитен от закона.